# Lakeline (Ohio)
Lakeline es una villa ubicada en el condado de Lake en el estado estadounidense de Ohio. En el Censo de 2010 tenía una población de 226 habitantes y una densidad poblacional de 991,58 personas por km².

## Geografía
Lakeline se encuentra ubicada en las coordenadas 41°39′34″N 81°27′16″O / 41.65944, -81.45444. Según la Oficina del Censo de los Estados Unidos, Lakeline tiene una superficie total de 0.23 km², de la cual 0.23 km² corresponden a tierra firme y (0%) 0 km² es agua.

## Demografía
Según el censo de 2010, había 226 personas residiendo en Lakeline. La densidad de población era de 991,58 hab./km². De los 226 habitantes, Lakeline estaba compuesto por el 97.79% blancos, el 0.88% eran afroamericanos, el 0% eran amerindios, el 0% eran asiáticos, el 0% eran isleños del Pacífico, el 0% eran de otras razas y el 1.33% pertenecían a dos o más razas. Del total de la población el 0.88% eran hispanos o latinos de cualquier raza.